# Grêmio Atlético Guarany
O Grêmio Atlético Guarany é um clube brasileiro de futebol, sediado na cidade de Garibaldi, no estado do Rio Grande do Sul. Suas cores são vermelho, preto e branco. Foi vice-campeão da segunda divisão gaúcha em 1992 e o primeiro clube da carreira de Tite como técnico.
Em 2022 depois de muitos anos inativo retomou as atividades.